# Kuroda Seiki
Visconde Kuroda Seiki (黒田 清輝, 9 de agosto de 1866 –15 de julho de 1924) era o pseudônimo de um  pintor e professor japonês, conhecido por trazer teorias ocidentais sobre a arte ao grande público japonês. Ele foi um dos líderes do yōga (ou estilo ocidental) movimento no final dos anos 19 e início do século 20 da pintura japonesa. Seu verdadeiro nome era Kuroda Kiyoteru, que usa uma alternativa de pronúncia dos caracteres chineses.

## Biografia

### Primeiros anos
Kuroda nasceu em Takamibaba, Domínio de Satsuma, (atual Prefeitura de Kagoshima), como o filho de um samurai do clã Shimazu, Kuroda Kiyokane, e sua esposa Yaeko. No nascimento, o menino foi chamado Shintarō; este foi alterado para Kiyoteru em 1877, quando ele tinha 11 anos. 
Mesmo antes de seu nascimento, Kuroda tinha sido escolhido por seu tio paterno, Kuroda Kiyotsuna, como herdeiro; formalmente, ele foi adotado em 1871, depois de viajar para Tóquio com a mãe biológica e a mãe adotiva para viver na propriedade de seu tio . Kiyotsuna foi também um retentor para Shimazu , cujos serviços ao Imperador Meiji no período Bakumatsu  e na Batalha de Toba-Fushimi levou à sua nomeação para altos cargos no novo governo imperial; em 1887, ele foi nomeado visconde. Por causa de sua posição, o patriarca Kuroda foi exposto às tendências e ideias de modernização que surgem no Japão durante o início do período Meiji, como seu herdeiro, o jovem Kiyoteru também aprendeu com elas, e tomou as suas lições para o coração.
No início da adolescência, Kuroda começou a aprender o idioma inglês como preparação para os estudos universitários; dentro de dois anos, no entanto, ele tinha escolhido alternar para o francês em vez disso. Aos 17 anos, matriculou-se em cursos pré-universitários em francês, como preparação para seus estudos jurídicos planejados na faculdade. Consequentemente, quando em 1884 o cunhado de Kuroda,Hashiguchi Naouemon foi nomeado para a Legação francesa, foi decidido que Kuroda iria acompanhá-lo e à sua esposa para Paris para começar seus verdadeiros estudos de direito. Ele chegou em Paris em 18 de março de 1884, e foi para lá permanecer pela década seguinte.

### Estudos em Paris
No início de 1886 Kuroda tinha decidido abandonar o curso de direito pela carreira de pintor; ele teve aulas de pintura em sua juventude, e recebeu um conjunto de aquarela de sua mãe adotiva, como  presente, ao sair de Paris, mas ele nunca tinha considerado a pintura como algo mais do que um hobby. No entanto, em fevereiro de 1886 Kuroda estava participando de uma festa na legação Japonesa para os cidadãos japoneses, em Paris; lá, ele conheceu os pintores Yamamoto Hosui e Fuji Masazo, bem como o negociante de arte Tadamasa Hayashi, um especialista em ukiyo-e. Todos os três exortaram o jovem estudante para seguir para a pintura, dizendo que ele poderia melhor ajudar o seu país de aprender a pintar como um ocidental, em vez de aprender direito. Kuroda concordou, formalmente abandonando seus estudos para o estudo da pintura, em agosto de 1887, depois de tentar e falhar, em chegar a um compromisso entre os dois para agradar seu pai. Em Maio de 1886, Kuroda entrou no estúdio de Raphael Collin, um destacado pintor academicista que expôs trabalhos em vários Salões de Paris. Kuroda não era o único pintor Japonês estudando com Collin naquele tempo; Fuji Masazo também foi um de seus alunos.

### Kuroda e o Impressionismo

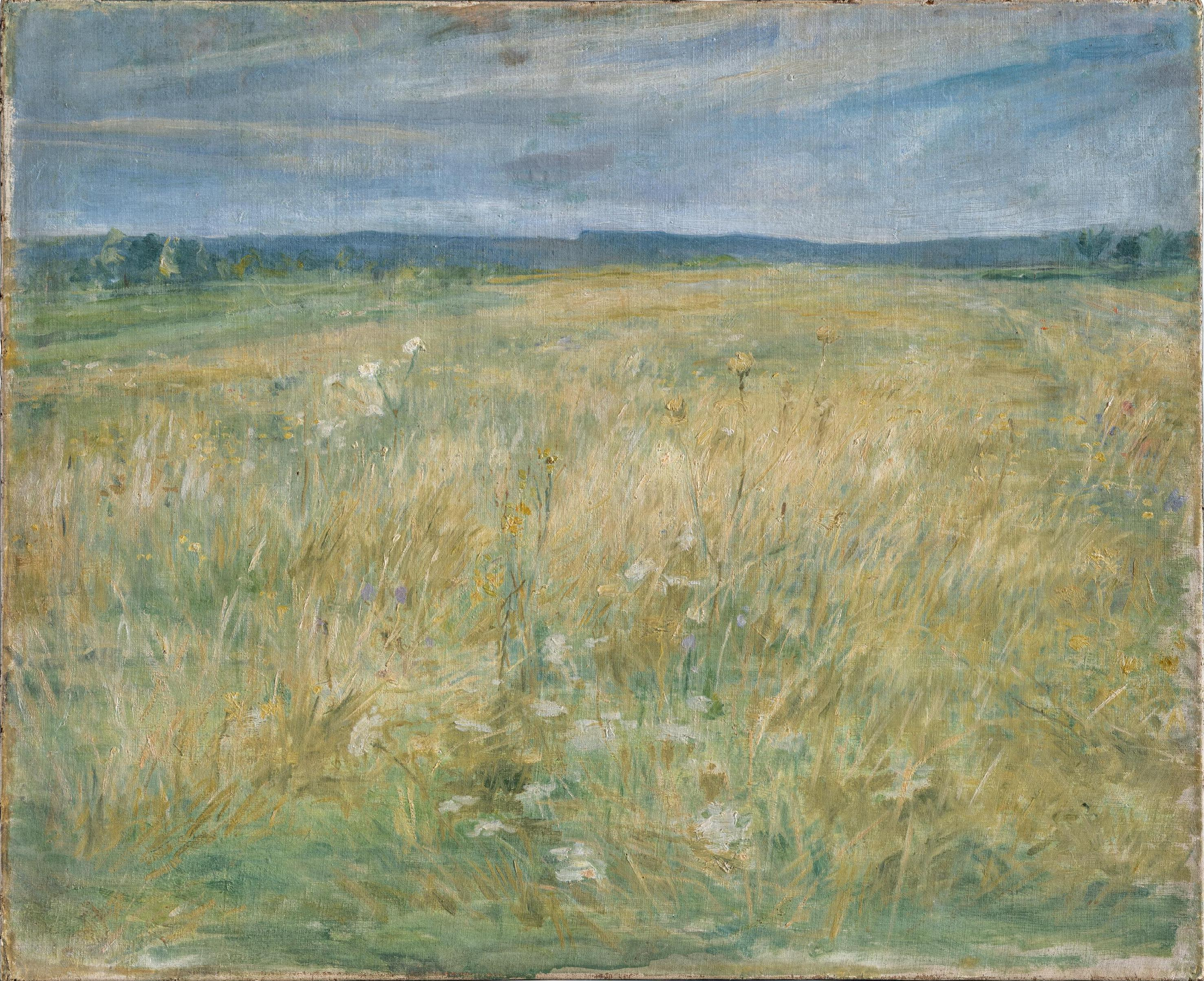
Kuroda Seiki, Campo Seco (Grez), c.1891, Kuroda Memorial Hall, Em Tóquio

Em 1886, Kuroda conheceu outro jovem pintor japonês , Kume Keiichiro, recém-chegado na França, que também se juntou ao estúdio de Collin. Os dois se tornaram amigos, e logo se tornaram companheiros de quarto. Foi durante esses anos que ele começou a amadurecer como pintor, seguindo o tradicional curso de estudo em arte Acadêmica, enquanto também descobria a pintura plein-air. Em 1890, Kuroda se mudou de Paris para a aldeia de Grez-sur-Loing, uma colônia de artistas que havia sido formada por pintores dos Estados Unidos e da Europa do norte. Aqui ele encontrou inspiração na paisagem, bem como uma jovem mulher, Maria Billault, que se tornou uma de seus melhores modelos.
Em 1893, Kuroda retornou a Paris e começou a trabalhar em sua pintura mais importante até então, a Toilette da Manhã, a primeira pintura de nu a ser exibida publicamente no Japão. Esta grande obra, que infelizmente foi destruída na II Guerra Mundial, foi aceite com grande louvor pela Académie des Beaux-Arts; Kuroda pretendia trazê-la para o Japão para quebrar o  preconceito japonês contra a representação da figura nua. Com a pintura na mão, ele partiu para casa, via Estados Unidos, chegando em julho de 1893.

### De volta ao Japão
Logo após chegar em casa, Kuroda viajou para Kyoto para absorver a cultura local, que tinha  perdido depois de passar um  terço completo de sua vida no exterior. Ele traduziu o que ele viu em algumas de suas melhores obras, como Uma Menina Maiko (n.d. O Museu Nacional de Tóquio) e Falar sobre o Romance Antigo (1898, destruído). Ao mesmo tempo, Kuroda foi assumindo um papel cada vez mais importante como um reformador; como um dos poucos artistas japoneses que haviam estudado em Paris, portanto, ele estava singularmente qualificado para ensinar seus conterrâneos sobre o que estava acontecendo na arte ocidental do mundo no momento. Além disso, Kuroda foi preparado para ensinar pintura, passando as lições que ele aprendeu ao longo de uma nova geração de pintores. Ele assumiu a escola de pintura fundada por Yamamoto Hosui, o Seikokan, e a renomeou-a Tenshin Dojo; os dois homens juntos tornaram-se seus diretores. A escola foi modelada em preceitos ocidentais, e os alunos aprendiam os conceitos básicos de pintura plein air.
Até Kuroda retornar para o Japão, o estilo predominante foi baseado na Escola de Barbizon, que era defendida pelo artista italiano Antonio Fontanesi no Kobu Bijutsu Gakko a partir de 1876. O estilo de Kuroda de tons de cor brilhantes, enfatizando as mudanças de luz e atmosfera, foi considerado revolucionário.  

## Filatelia
Dois trabalhos de Kuroda foram representados em selos postais comemorativos pelo governo japonês:
- 1967: à beira do Lago, (1897), de 1967,Semana da Filatelia
- 1980: Maiko (1893), para a Série Arte Moderna.

## References
1. 1 2  Kawakita, Michiaki (1974). Modern currents in Japanese art: The Heibonsha survey of Japanese art – Vol. 24. [S.l.]: Weatherhill. 39 páginas. ISBN 0-8348-1028-X
2. ↑  Buckland, Rosina (2008). Traveling Bunjin to imperial household artist: Taki Katei (1830--1901) and the transformation of literati painting in late nineteenth-century Japan. [S.l.]: ProQuest. 224 páginas. ISBN 0-549-79448-4. Consultado em 22 de julho de 2016. Arquivado do original em 17 de outubro de 2013